# Good Rocking Tonight
Good Rocking Tonight is een jumpblues die oorspronkelijk in 1947 werd uitgebracht door componist Roy Brown en werd gecoverd door veel artiesten (soms als Good Rockin 'Tonight). Het nummer bevat het gedenkwaardige refrein: "Well I heard the news, there's good rocking tonight!". Het nummer anticipeerde op elementen van rock-'n-roll-muziek.
Sommige recensenten stellen dat de versie van Brown, of die van Wynonie Harris (afhankelijk van de bron), een van de kanshebbers is voor de titel van "eerste rock'n'roll-plaat". Op het label van de 45-toerenplaat van Brown stond als stijl "Rocking blues". In 2022 werd de opname van Brown opgenomen in de Blues Hall of Fame in de categorie "Classic of Blues Recording - Singles".

## Originele versie
Componist Brown bood het nummer eerst aan voor Wynonie Harris, maar die weigerde. Vijf weken later nam Brown het nummer zelf op voor De Luxe Records. Pas nadat Browns opname in New Orleans aandacht kreeg, besloot Harris het te coveren. Harris energiekere versie heeft mogelijk bijgedragen aan het grotere succes van de compositie op de nationale R&B-hitlijst. Browns originele opname bereikte # 13 van de Billboard R&B-hitlijst, maar de opname van Harris werd een # 1 R&B-hit en bleef een half jaar in de hitlijst staan. Brow's single zou in 1949 opnieuw op de hitlijst verschijnen, met een piek op nummer 11. Harris had de reputatie dat hij vrolijk was en vergat soms de teksten. Zijn "Good Rockin'"-opnamesessie volgde grotendeels de originele teksten van Brown, maar tegen het einde verving hij het laatste gedeelte door een reeks rauwe "hoy hoy hoy!" tussenwerpsels, een veelgebruikte uitdrukking in jumpbluesmelodieën uit die tijd, die teruggaat tot "The Honeydripper" uit 1945 van Joe Liggins.

## Versie van Elvis Presley
In 1954 was "Good Rockin' Tonight" de tweede release van Elvis Presley op Sun Records met  "I Don't Care if the Sun Don't Shine" als B-kant. De versie van Presley en zijn bandleden is een bijna woord-voor-woord cover van de versie van Harris, maar liet de toen gedateerde namenlijst van de tekst weg ten gunste van een eenvoudiger, energieker "We're gonna rock, rock, rock!". Net als bij de versie van Wynonie Harris uit 1948, voegde Presley nog meer "uitbundigheid en gedrevenheid" toe aan het "rockabilly" -nummer, maar de versie uit 1954 bleek niet zo succesvol te zijn.
Het nummer werd gebruikt voor de biopic Elvis, met Jonathan Rhys-Meyers als Presley; het werd gebruikt voor een montagereeks waarin hij optreedt tijdens de Louisiana Hayride in 1954.